# Amonherkhepshef (figlio di Ramses III)
Amonherkhepshef (fl. XII secolo a.C.) è stato un principe egizio della XX dinastia.

## Biografia
Fu il figlio primogenito del faraone Ramses III (1186 - 1155 a.C.) e della Grande Sposa Reale Iside Ta-Hemdjert; come molti altri suoi figli, il suo nome deriva da quello di un figlio di Ramses II, Amonherkhepshef. Suoi fratelli e fratellastri furono, tra gli altri, i faraoni Ramses IV, Ramses VI, Ramses VIII e il principe parricida Pentaur (vedi Congiura dell'harem). Morì intorno ai quindici anni d'età. 
Il suo nome completo fu probabilmente Ramses-Amonherkhepshef. Non deve tuttavia essere confuso con suo fratello Ramses VI, che pure si chiamava Amonherkhepshef prima di salire al trono.
Compare nelle raffigurazioni che decorano il tempio di suo padre a Medinet Habu e nella sua tomba ben conservata, classificata con la sigla QV55, che fu scoperta nel 1903 dall'egittologo italiano Ernesto Schiaparelli.

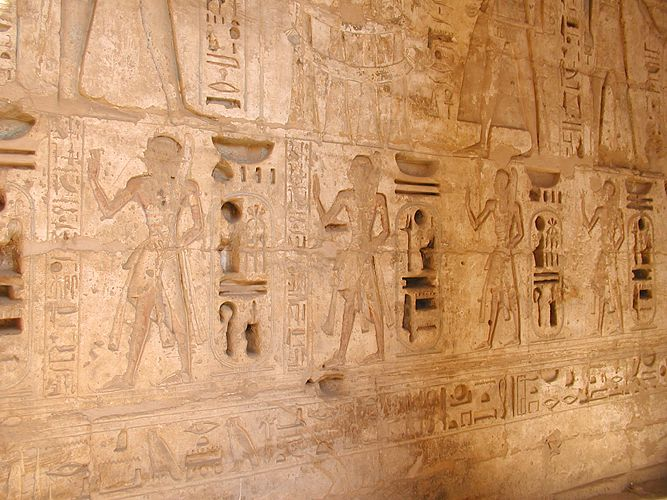
Particolare della processione dei figli di Ramses III, nel suo Tempio funerario a Medinet Habu.

## Sepoltura

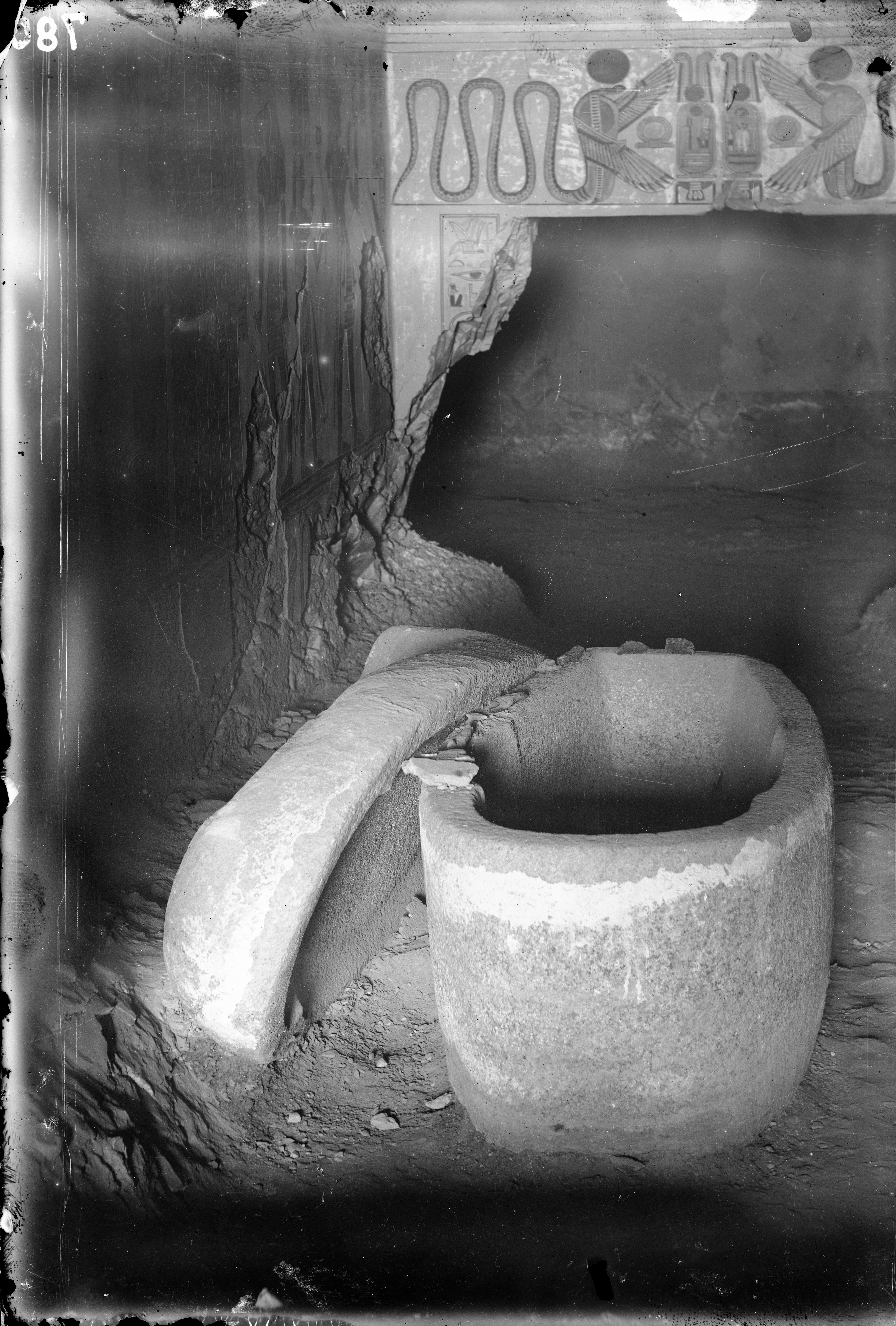
Interno della tomba al momento della scoperta. In primo piano, il sarcofago in granito del principe, nella camera funeraria. Scavi Schiaparelli, 1904.

La sua tomba (QV55) fu scoperta in eccellenti condizioni dalla Missione Archeologica Italiana di Ernesto Schiaparelli nel 1904, ed è oggi una delle poche nella Valle delle Regine a essere aperta ai visitatori. Si distingue per le sue tonalità basate sull'oltremare, che addolciscono il complesso delle ricche decorazioni basate sul Libro delle Porte e, nella camera sepolcrale, sul Libro dei morti. Nell'anticamera il giovane principe compare al seguito del padre di fronte a diverse divinità, e immagini delle dee Uadjet e Nekhbet (le due dee tutelari dell'Alto e Basso Egitto). 
Nel sarcofago di Amonherkhepshef furono enigmaticamente ritrovati i resti di un feto, forse un figlio nato morto del giovanissimo principe. Il feto era avvolto in bende di lino e deposto in una piccola cassa di legno; oggi si trova una vetrina all'interno della camera.